# Veterok y Ugoliok

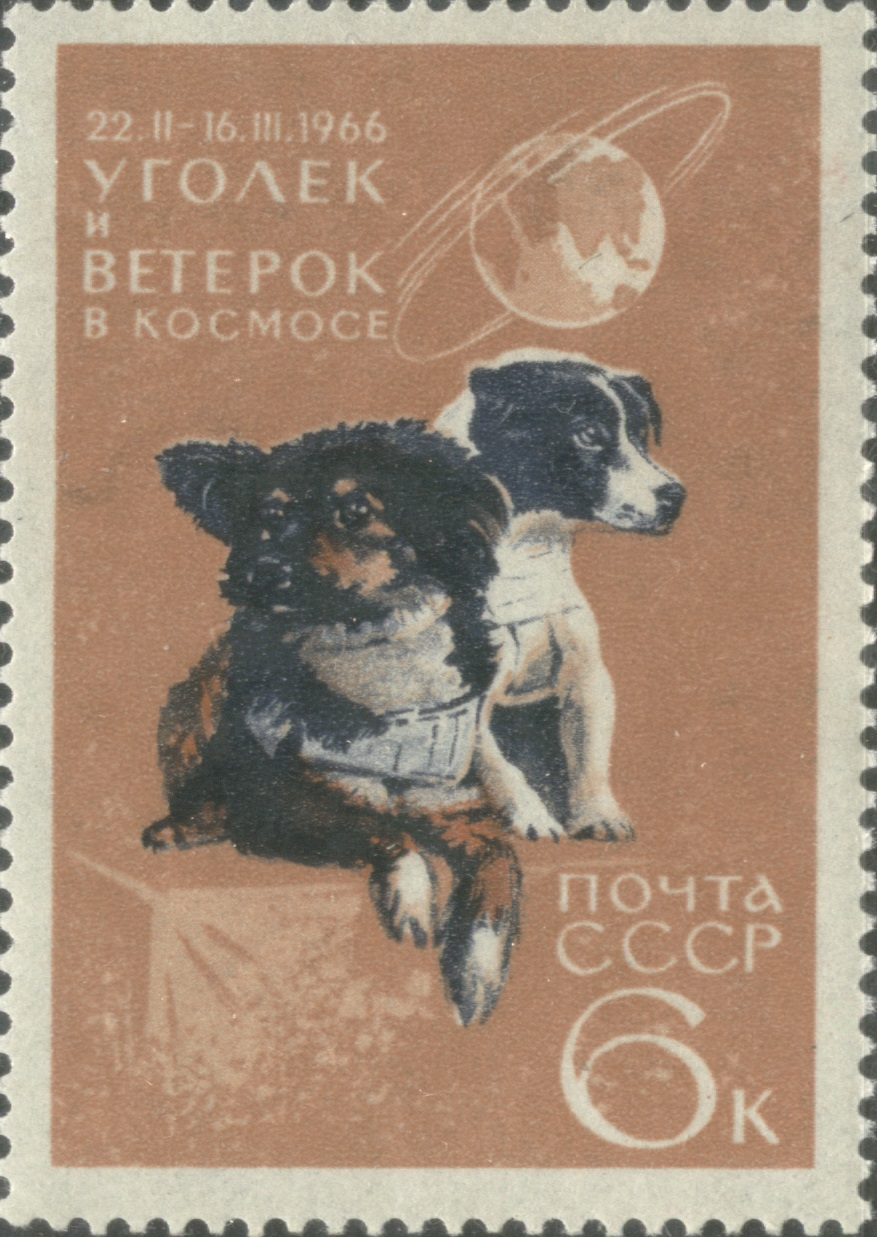
Ugoliok y Veterok en un sello postal de la URSS

Veterok y Ugoliok (en ruso Ветерок и Уголёк, ‘Brisa y Carbón’) fueron perros mestizos machos lanzados al espacio desde el sitio 31 del cosmódromo de Baikonur (URSS) a las 23:09 hora de Moscú (20:09 UTC ) el 22 de febrero de 1966 en el biosatélite Kosmos-110 y batieron el récord en cuanto a la duración de un vuelo espacial para seres vivos (22 días). Ese récord se superó cinco años después, durante la fallida misión Soyuz-11, cuando los cosmonautas soviéticos pasaron casi 24 días a bordo de la estación Saliut y de la nave espacial Soyuz. Hasta el día de hoy, el vuelo de Veterok y Ugoliok sigue teniendo una duración récord en el caso de perros cosmonautas.

## Historia
Antes de la salida, el nombre de Ugoliok (Carbón) era Bola de Nieve (Снежок, snezhok), pero debido a su color oscuro, se decidió cambiar su nombre. Los contenedores con los perros fueron colocados en el barco seis horas antes del lanzamiento.
La órbita del biosatélite se diseñó de tal manera que en su máximo alejamineto de la Tierra (apogeo) la nave pasara por el cinturón de radiación interior de la Tierra. La dosis total absorbida de radiación ionizante recibida por los objetos biológicos a bordo, incluidos los perros, fue de 12 rad (la unidad utilizada actualmente es el Gray,que equivale a 100 rads); la tasa de dosis promedio fue de aproximadamente 500 mrad/día .
El satélite aterrizó el 16 de marzo a las 17:09 hora de Moscú, a 210 kilómetros al sureste de Saratov con un vuelo de 60 kilómetros desde el punto calculado. 30-40 minutos después de aterrizar en la radiobaliza del vehículo de descenso, los siete paracaidistas que llegaron en dos aviones ( An-12 e Il-14 ), informaron que el estado de la nave y de los perros era normal. A las 7 de la tarde los perros ya se encontraban en el Instituto de Problemas Médicos y Biológicos del Ministerio de Salud de la URSS, donde se habían preparado para su lanzamiento al espacio. Cuando se les quitaron las correas de nailon y los trajes de aguas residuales, resultó que su pelo se había adelgazado y se caía en mechones, en muchos lugares solo había piel desnuda, dermatitis del pañal y escaras. Los perros no podían mantenerse en pie y estaban muy débiles; ambos tenían palpitaciones y sed constante. Los perros fueron lavados minuciosamente con soluciones desinfectantes y vendados, y esa misma tarde, a las 22:00 horas, fueron parte de una transmisión en directo por Intervision. A los pocos días se les extirparon las fístulas gástricas y comenzaron a comer solos; un mes después se les retiraron los catéteres de los vasos. Al cabo de un tiempo se recuperaron y posteriormente, procrearon a crías sanas  y vivieron en el Instituto hasta el final de sus días.
El experimento realizado en el biosatélite Kosmos-110 proporcionó mucha información para preparar el primer vuelo humano de larga duración (casi 18 días) al espacio en la URSS. Este fue el vuelo de A.G. Nikolaev y V.I. Sevastyanov en la nave Soyuz-9 .